# Inermoleiopus fuscosignatus
Inermoleiopus fuscosignatus är en skalbaggsart som beskrevs av Stefan von Breuning 1977. Inermoleiopus fuscosignatus ingår i släktet Inermoleiopus och familjen långhorningar. Inga underarter finns listade i Catalogue of Life.